# Royal Cercle sportif brainois
Maillots
Dernière mise à jour : 14 août 2021.
Le Royal Cercle sportif brainois est un club de football belge basé à Braine-l'Alleud. Fondé en 1913, le club porte le matricule 75, et est un des plus anciens clubs belges encore en activité. Il évolue en D3 Amateur lors de la saison 2019-2020, et a disputé 32 saisons dans les divisions nationales, dont 12 au troisième niveau.

## Histoire
Le Cercle sportif brainois est fondé en 1913, et s'affilie peu après à l'Union belge. Il est versé dans les séries régionales brabançonne. Lors de la création des numéros matricule en décembre 1926, le club reçoit le numéro 75. En 1938, il est reconnu « Société royale », et adapte son nom en Royal Cercle sportif brainois.
Le club rejoint les séries nationales pour la première fois en 1946. Il évolue durant six saisons en Promotion, alors le troisième et dernier niveau national, obtenant son meilleur classement en 1947 avec une huitième place. En 1952, la Fédération Belge réforme complètement les séries nationales, réduisant le nombre de clubs présents aux deuxième et troisième, et créant un quatrième niveau national, qui hérite du nom de Promotion. Ayant terminé quatorzième, le club brainois est relégué vers cette « nouvelle » Promotion.
Le club vise directement la montée en Division 3, mais échoue quatre saisons consécutives à la deuxième place. Finalement, le club parvient à décrocher le titre dans sa série en 1957, et remonte ainsi en troisième division. Au niveau supérieur, le club brainois doit se battre chaque saison contre la relégation, obtenant au mieux une dixième place. Mais après six saisons à lutter pour son maintien, il termine dernier en 1963 et est renvoyé en Promotion. Durant deux saisons, le club joue encore le haut du tableau, mais rentre ensuite dans le rang. En 1969, le club est relégué vers les séries provinciales, qu'il avait quittées 23 ans plus tôt.
Malgré ce retour en provinciales, un nouveau stade est construit à Braine-l'Alleud en 1973, le Stade Gaston Reiff. Le R. CS brainois met vingt ans à revenir en nationales. Il dispute la saison 1988-1989, qu'il termine à l'avant-dernière place. Relégué à nouveau en provinciales, il remonte en Promotion l'année suivante. Vice-champion la saison de son retour, il évite la relégation de justesse l'année suivante. En 1994, le club parvient à se qualifier pour le premier tour-final de Promotion, mais est éliminé par Le Lorrain Arlon. L'année suivante, il ne répète pas ces performances et est relégué. Le club remonte en Promotion en 1997, en compagnie des néophytes du Wallonia Walhain, mais redescend après une saison. 
Après de nombreuses années passées dans les séries provinciales, le R. CS Brainois est champion du "Brabant wallon" 2018 et retrouve le niveau national lors de l'exercice 2018-2019. La saison de retrouvailles est superbe même si elle se termine sur une fausse note. Le matricule 75 est brillant et caracole en tête de sa série. De nombreux observateurs le voient champion, mais le club craque en fin de parcours et se fait coiffer au poteau par l'UR Namur Fosses-la-Ville. Le club est ensuite battu (2-1) au premier tour du "Tour final", en déplacement au R. CS Verlaine. Lors de la saison 2019-2020 interrompue par la crise du Covid-19, les Brainois occupent une très honorable 6e place lors de l'arrêt des compétitions le 12 mars 2020.

## Résultats dans les divisions nationales
Statistiques mises à jour le 20 juillet 2020

### Palmarès
- 1 fois champion de Belgique de Promotion en 1957.

### Bilan
| Niv | Divisions     | Jouées | Titres | TM Up | TM Down |
| --- | ------------- | ------ | ------ | ----- | ------- |
| I   | 1re nationale | 0      | 0      |       |         |
| II  | 2e nationale  | 0      | 0      |       |         |
| III | 3e nationale  | 12     | 0      |       |         |
| IV  | 4e nationale  | 18     | 1      | 1     |         |
| V   | 5e nationale  | 2      | 0      | 1     |         |
|     |               |        |        |       |         |
|     | TOTAUX        | 32     | 1      | 2     | 0       |

- TM Up : test-match pour départager des égalités, ou toutes formes de Barrages ou de Tour final pour une montée éventuelle.
- TM Down : test-match pour départager des égalités, ou toutes formes de Barrages ou de Tour final pour le maintien.

### Classement saison par saison
| Ordre               | Saison  | Nom du club    | Niveau                          | Classement final | Remarques                        |
| ------------------- | ------- | -------------- | ------------------------------- | ---------------- | -------------------------------- |
| 1                   | 1946-47 | R. CS Brainois | Promotion (D3) série B          | 8e/16            |                                  |
| 2                   | 1947-48 | R. CS Brainois | Promotion (D3) série C          | 9e/16            |                                  |
| 3                   | 1948-49 | R. CS Brainois | Promotion (D3) série A          | 9e/16            |                                  |
| 4                   | 1949-50 | R. CS Brainois | Promotion (D3) série B          | 10e/16           |                                  |
| 5                   | 1950-51 | R. CS Brainois | Promotion (D3) série D          | 10e/16           |                                  |
| 6                   | 1951-52 | R. CS Brainois | Promotion (D3) série A          | 14e/16           | Relégué!                         |
| 7                   | 1952-53 | R. CS Brainois | Promotion série D               | 2e/16            | [ saisons 1 ]                    |
| 8                   | 1953-54 | R. CS Brainois | Promotion série A               | 2e/16            |                                  |
| 9                   | 1954-55 | R. CS Brainois | Promotion série C               | 2e/16            |                                  |
| 10                  | 1955-56 | R. CS Brainois | Promotion série B               | 2e/16            |                                  |
| 11                  | 1956-57 | R. CS Brainois | Promotion série B               | 1er/16           | Champion et promu!               |
| 12                  | 1957-58 | R. CS Brainois | Division 3 série A              | 14e/16           |                                  |
| 13                  | 1958-59 | R. CS Brainois | Division 3 série B              | 12e/16           |                                  |
| 14                  | 1959-60 | R. CS Brainois | Division 3 série B              | 12e/16           |                                  |
| 15                  | 1960-61 | R. CS Brainois | Division 3 série A              | 10e/16           |                                  |
| 16                  | 1961-62 | R. CS Brainois | Division 3 série B              | 13e/16           |                                  |
| 17                  | 1962-63 | R. CS Brainois | Division 3 série A              | 16e/16           | Relégué!                         |
| 18                  | 1963-64 | R. CS Brainois | Promotion série D               | 4e/16            |                                  |
| 19                  | 1964-65 | R. CS Brainois | Promotion série D               | 3e/16            |                                  |
| 20                  | 1965-66 | R. CS Brainois | Promotion série A               | 9e/16            |                                  |
| 21                  | 1966-67 | R. CS Brainois | Promotion série D               | 13e/16           |                                  |
| 22                  | 1967-68 | R. CS Brainois | Promotion série C               | 9e/16            |                                  |
| 23                  | 1968-69 | R. CS Brainois | Promotion série C               | 16e/16           | Relégué!                         |
| séries provinciales |         |                |                                 |                  |                                  |
| 24                  | 1988-89 | R. CS Brainois | Promotion série A               | 15e/16           | Relégué!                         |
| séries provinciales |         |                |                                 |                  |                                  |
| 25                  | 1990-91 | R. CS Brainois | Promotion série C               | 2e/16            |                                  |
| 26                  | 1991-92 | R. CS Brainois | Promotion série B               | 12e/16           |                                  |
| 27                  | 1992-93 | R. CS Brainois | Promotion série B               | 3e/16            |                                  |
| 28                  | 1993-94 | R. CS Brainois | Promotion série D               | 3e/16            | Tour final                       |
| 29                  | 1994-95 | R. CS Brainois | Promotion série B               | 14e/16           | Relégué!                         |
| séries provinciales |         |                |                                 |                  |                                  |
| 30                  | 1997-98 | R. CS Brainois | Promotion série A               | 15e/16           | Relégué!                         |
| séries provinciales |         |                |                                 |                  |                                  |
| 31                  | 2018-19 | R. CS Brainois | D3 Amateur série A              | 2e/16            | Tour final                       |
| 32                  | 2019-20 | R. CS Brainois | Division 3 Amateur ACFF série A | 6e/16            | Saison arrêtée le 12 mars 2020 ! |
| 33                  | 2020-21 | R. CS Brainois | Division 3 ACFF série A         | N/A              | Saison annulée !                 |
| 34                  | 2021-22 | R. CS Brainois | Division 3 ACFF série A         | .../16           |                                  |

## Anciens joueurs connus
- Antoine Puttaert, neuf fois international belge, termine sa carrière au R. CS brainois.
- Fernand Voussure, une fois international belge, joue la dernière saison de sa carrière au R. CS brainois, l'année du titre en Promotion.
- Philippe Saint-Jean, entraîneur belge, joue au R. CS brainois durant dix saisons dans les années 1970. Par la suite, il entraîne le club, et le fait remonter de première provinciale en Promotion à la fin des années 1980.